# Otto von Pidoll
Otto Franz von Pidoll zu Quintenbach (* 22. Mai 1908 in Losheim am See; † 12. Juni 1982 ebenda) war ein saarländischer Kunstmaler.

## Biografie
Otto von Pidoll stammte aus einem lothringischen Adelsgeschlecht. Seit Mitte des 18. Jahrhunderts residierte die Familie von Pidoll in Schloss Quint bei Trier.
Nach seiner Schulzeit in Losheim absolvierte Pidoll eine Lehre als Maler und Anstreicher, die er 1926 als Geselle abschloss. Anfang 1928 ging er auf Wanderschaft nach Trier, Cochem, Boppard, Koblenz, Linz und Bad Godesberg. In München arbeitete er einige Wochen bei Professor Sebastian Hausinger als Kirchenmaler, Restaurator und Kunstmaler. 1929 folgte eine zweite Wanderschaft, die ihn bis nach Partenkirchen führte.
Am 1. Oktober 1940 wurde Pidoll in die Reichskammer der bildenden Künste aufgenommen. Während des Zweiten Weltkriegs geriet er in Kriegsgefangenschaft. Dennoch konnte er 1942 beim Porträtmaler Adolf Eifler und ab 1943 wieder bei Professor Hausinger studieren und arbeiten.
Nach dem Krieg kehrte Pidoll nach Losheim zurück. Neben seiner Arbeit in einem Holzfaserplattenwerk blieb er als Maler aktiv. Pidoll starb 1982 im Alter von 74 Jahren in Losheim.